# スワヒリ語版ウィキペディア
スワヒリ語版ウィキペディア（スワヒリごばんウィキペディア、スワヒリ語: Wikipedia ya Kiswahili）は、スワヒリ語で編集されているウィキペディア。ニジェール・コンゴ語族ないしナイル・サハラ語族の諸言語では最大規模で、ヨルバ語版ウィキペディアがこれに次ぐ 。
2006年8月27日には、苦闘する小規模言語版ウィキペディアとして「ニューヨーク・ヘラルド・トリビューン」や「ニューヨーク・ニュースデー」に取り上げられた。2009年にはGoogleが、スワヒリ語版ウィキペディアでの記事の作成を支援することを表明した。同年6月20日にはメインページがリニューアルされている。記事数は2023年9月時点で78,000と、全言語版のうち83位に位置する。
タンザニアとケニアでは英語版ウィキペディアに次いでよく利用されており、2021年1月時点で全アクセスのそれぞれ14%と4%を占める。
| 利用者アカウント数 | 記事数 | ファイル数 | 管理者数 |
| ------------------ | ------ | ---------- | -------- |
| 75,231             | 98,428 | 1,181      | 15       |